# Christwart Conrad
Christwart Conrad (1957, Bonn) est un auteur de jeux de société allemand. Il est très actif dans le milieu des jeux : chroniqueur, antiquaire spécialisé en jeu (il possède plus de 3000 d'entre eux) et organisateur de séminaire. Il est également consultant en jeux et participe à la Team Annaberg avec Marcel-André Casasola Merkle, Jens-Peter Schliemann et Bernhard Weber.

## Ludographie

### Seul auteur
- Der Wüstentruck, 1995, Braintrust Games
- Zoff in Buffalo, 1998, F.X. Schmid (il existe une mini-extension pour 6 joueurs : Farmer's Land)
- Pfeffersäcke ou Medieval Merchant, 1998, Goldsieber / Rio Grande
- Vino, 1999, Goldsieber / Rio Grande
- Von nix kommt nix, 2002, EKD
- Nuggets, 2003, Winning Moves
- Matobo, 2013, Intellego
- Boom Runaway, 2014, Korea Board Games